# فرودگاه منطقه‌ای ایسترن سیرا
فرودگاه منطقه‌ای ایسترن سیرا (به انگلیسی: Eastern Sierra Regional Airport) یک فرودگاه همگانی بهره‌برداری هوایی با کد یاتا BIH است که یک باند فرود آسفالت دارد و طول باند آن ۱۶۹۷ متر است. این فرودگاه در شهر بیشاپ، کالیفرنیا کشور ایالات متحده آمریکا قرار دارد و در ارتفاع ۱۲۵۷ متری از سطح دریا واقع شده است.